# Zygmunt Wincenty Sumiński

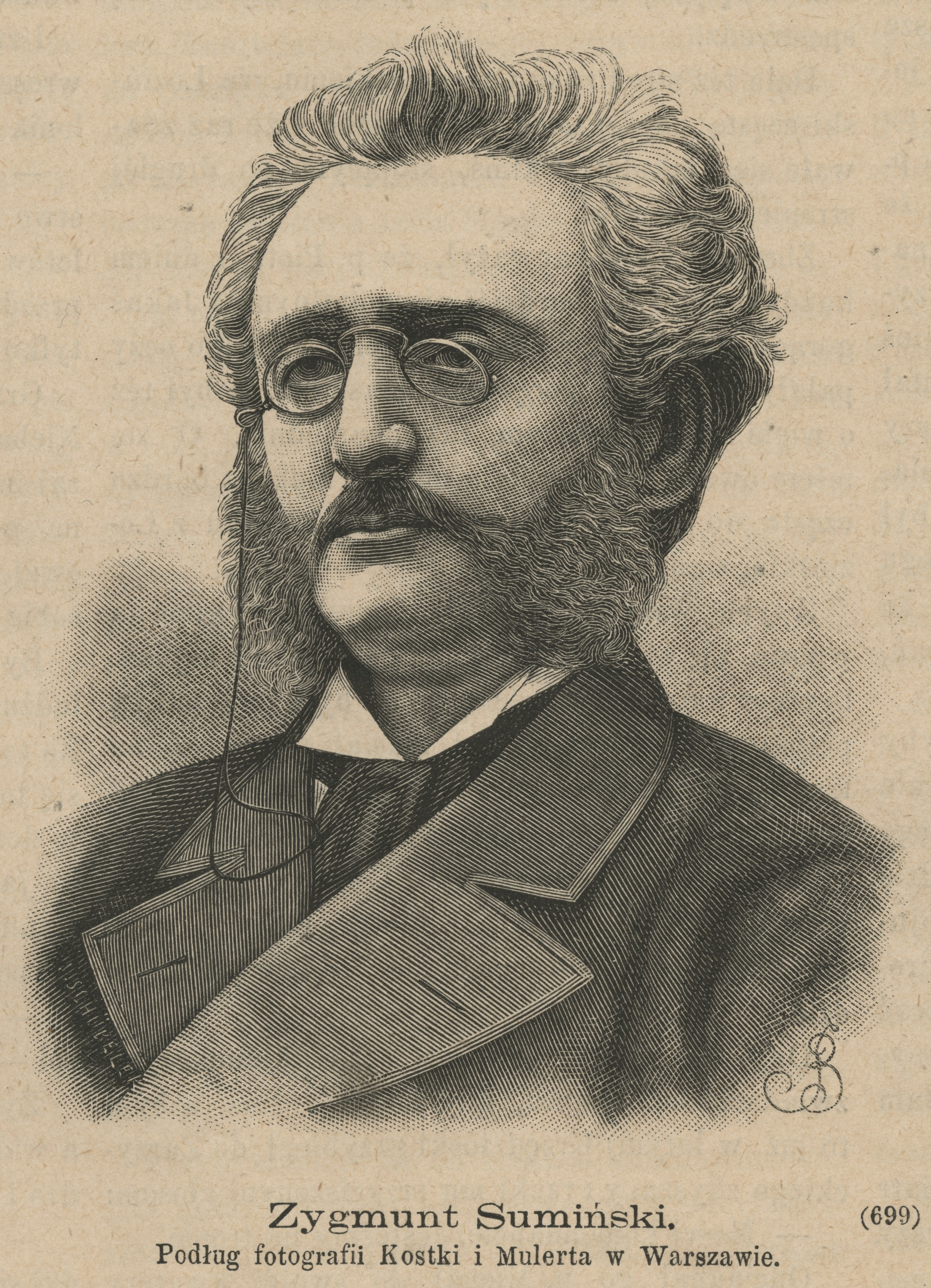

Zygmunt Wincenty Sumiński (ur. 1845 – zm. 1885) – sekretarz wydziału skarbu Rządu Narodowego, aresztowany 7 kwietnia 1864, więziony w X Pawilonie Cytadeli Warszawskiej. Wyrokiem Audytoriatu Polowego 30 lipca 1864 skazany na karę śmierci zamienioną na 10 lat ciężkich robót w twierdzach Syberii.